# Rhipidia (Rhipidia) martinezi
Rhipidia (Rhipidia) martinezi is een tweevleugelige uit de familie steltmuggen (Limoniidae). De soort komt voor in het Neotropisch gebied.